# Nouveau port de Metz
Le nouveau port de Metz est un port fluvial basant son activité sur la Moselle, il est le premier port fluvial céréalier français et 6e port fluvial français. Il permet le rayonnement de la Métropole et suscite des enjeux et perspective de ce lien avec le Monde.

## Localisation
Le port se situe dans la ville de Metz en région Grand Est, dans le département de la Moselle dans le quartier Patrotte Metz/Nord mais aussi sur la commune de La Maxe.

## Histoire

### Construction et aménagements
Le port a vu le jour en 1971 et était initialement utilisé pour le transit de produits sidérurgiques sur une surface de 100 hectares avec une accessibilité de bateau de 1 500 tonnes, en 1985 de nouveaux silos sont implantés. Plusieurs sociétés y sont installées comme INVIVO, EMC2, STOCKAGE DE METZ, etc.

### Projet
Agrandir le port de 50 ha pour le traitement de conteneurs et aménager une ligne pour Anvers et Rotterdam dans le but du développement du Hinterland de Rotterdam et Anvers.

## Activités

### Réseau ferroviaire

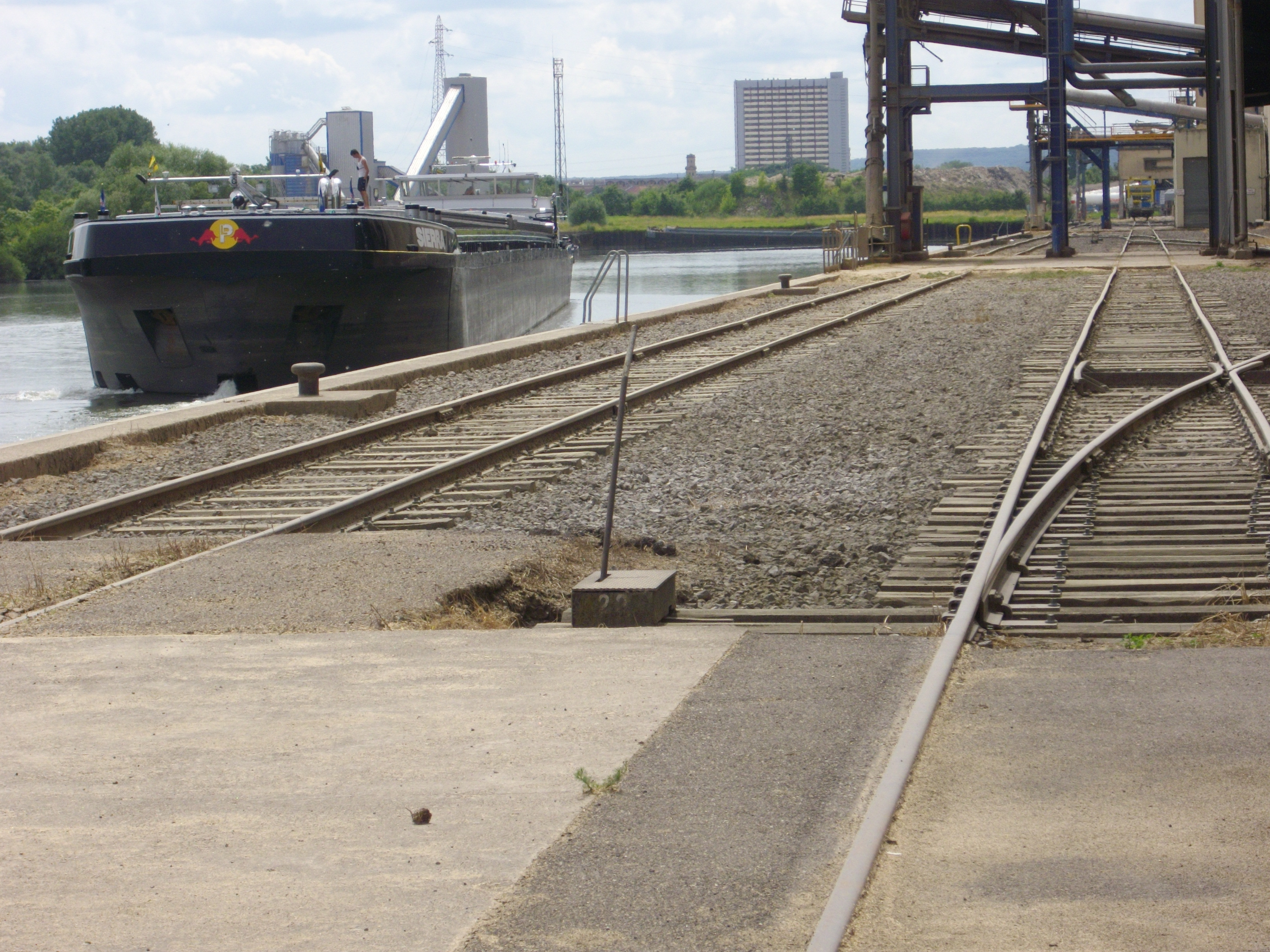
Vue sur les rails et Metz au fond.

Les conteneurs peuvent arriver par train, le port a un embranchement ferroviaire de dix kilomètres avec une gare de triage connectée à Woippy, en 1974 la desserte ferroviaire est améliorée.

### Réseau routier
Le port a un accès direct avec la rocade de Metz avec du nord-sud (A31) et est-ouest (A4).